# باز بارسونز
باز بارسونز هو لاعب كرة قدم كندي في مركز الوسط، ولد في 16 ديسمبر 1950 في برنابي في كندا. شارك مع منتخب كندا لكرة القدم. أما مع النوادي، فقد لعب مع لوس أنجلوس أزتكس.